# سایشی چاکنایی بی‌واک
سایشی چاکنایی بی‌واک یک صامت است که در گفتار برخی از زبان‌های جهان به کار می‌رود. نماد این همخوان در الفبای آوانگاری بین‌المللی ⟨h⟩  است.